# Ranunculus reichenbachii
Ranunculus reichenbachii — вид квіткових рослин з родини жовтецевих (Ranunculaceae).

## Поширення
Росте в Україні, Угорщині.